# Tha 'Mai Allios
Tha 'Mai Allios (грец. Θα 'Mαι Αλλιώς, укр. Я буду іншою) — пісня грецької співачки Єлени Папарізу, перший сингл її четвертого студійного альбому Giro Apo T' Oneiro. Хоча первісно планувалося включити пісню у перевидання альбому Vrisko To Logo Na Zo.

## Історія видання
Пісня була записана як продовження участі Єлени Папарізу в рекламній кампанії «Fersou Fisika» безалкогольних напоїв Ivi. Пісня потрапила в ротацію телеканалу MAD TV 12 квітня 2009 року. Музичне відео відзняла Марія Скока, прем'єра кліпу відбулася в травні 2009 року також на телеканалі MAD TV.
| Регіон      | Дата           | Лейбл          | Формат                      |
| ----------- | -------------- | -------------- | --------------------------- |
| Греція      | 10 квітня 2009 | Sony Music/RCA | радіо-сингл                 |
| Греція      | 18 травня 2009 | Sony Music/RCA | завантаження через Інтернет |
| Кіпр        | 10 квітня 2009 | Sony Music/RCA | радіо-сингл                 |
| Іспанія     | 8 червня 2009  | Sony Music/RCA | завантаження через Інтернет |
| Скандинавія | 8 червня 2009  | Sony Music/RCA | завантаження через Інтернет |

## Позиції в чартах
| Чарт                                                    | Пікова позиція |
| ------------------------------------------------------- | -------------- |
| Billboard Greek Singles Chart                           | 2              |
| Greek Airplay Chart (тільки грецькі пісні)              | 2              |
| Greek Music Control Airplay Top 100—2009                | 24             |
| Greek Airplay Chart Top 100—2009 (тільки грецькі пісні) | 9              |